# Francisco Javier Cano Leal
Francisco Javier Cano Leal (San Fernando, Cádiz, 21 de junio de 1964) es un político español. Fue diputado de Ciudadanos en el Congreso de los Diputados durante la XI, la XII y la XIII legislaturas de España.

## Biografía
Nacido en San Fernando en 1964, es licenciado en Derecho por la Universidad de Cádiz.
Tras aprobar las oposiciones en 1991, Cano se incorporó como funcionario ejerciendo de letrado en la Diputación Provincial de Cádiz. En 1995 se colegió como abogado en el Ilustre Colegio de Abogados de Cádiz y empezó a ejercer con despacho propio, especializándose en Derecho Público.

## Carrera política
La carrera política de Cano empezó en el partido independiente Ciudadanos por San Fernando, un partido político local con el que consiguió ser concejal en el Ayuntamiento de San Fernando en las elecciones municipales de 2011.
Meses después, Cano fue expulsado de la formación independiente y al poco tiempo presentó su afiliacion a la agrupación de Cádiz de Ciudadanos y, en 2015, concurrió a las elecciones municipales como candidato a la alcaldía de San Fernando por la formación naranja, tras las cuales fue elegido concejal.
En julio de 2015, Cano concurrió a las primarias de la provincia para ser el candidato gaditano del partido de Albert Rivera al Congreso de los Diputados, resultando elegido.
Tras las elecciones del 20 de diciembre de 2015, fue elegido diputado. También fue portavoz de Ciudadanos en la Comisión Mixta de Relaciones con el Defensor del Pueblo.